# Geodispersión
En biogeografía, la geodispersión es la erosión de las barreras al flujo de genes y la dispersión biológica La geodispersión difiere de la vicarianza, en que reduce el flujo de genes a través de la creación de barreras geográficas. En la geodispersión, los rangos geográficos de taxones individuales, o de biotas enteras, se fusionan por la erosión de una barrera física para el flujo o la dispersión de genes. Múltiples eventos geodispersales y de vicariancia relacionados pueden ser mutuamente responsables de las diferencias entre las poblaciones. A medida que estas barreras geográficas se rompen, los organismos de los ecosistemas aislados pueden interactuar, permitiendo el flujo de genes entre especies previamente separadas, creando una mayor variación biológica dentro de una región.
Un ejemplo bien documentado de geodispersa entre ecosistemas continentales fue el Gran Intercambio Biótico Americano (GABI) entre las faunas y floras terrestres de Norteamérica y Sudamérica, que siguió a la formación del Istmo de Panamá hace unos 3 millones de años. Hace entre 69 y 47 millones de años, el Puente de la Tierra de Thulean facilitó el flujo de genes al permitir que las abejas del Viejo Mundo viajaran al Nuevo Mundo, un ejemplo de geodispersión del Viejo Mundo al Nuevo Mundo. Otro ejemplo fue la formación de la moderna cuenca del río Amazonas hace unos 10 millones de años, que involucró la fusión de faunas de peces neotropicales previamente aisladas para formar lo que ahora es el ecosistema acuático continental más rico en especies en la Tierra.